# Den makalöse Maurice
Den makalöse Maurice (The Amazing Maurice) är en tysk-brittisk animerad film från 2023. Filmen bygger på barnboken Den makalöse Maurice och hans kultiverade gnagare av Terry Pratchett.
Filmen hade biopremiär Sverige den 24 februari 2023, utgiven av Lucky Dogs.

## Rollista
- Hugh Laurie – Maurice
- Emilia Clarke – Malicia
- David Thewlis – Boss Man / Rat King
- Himesh Patel – Keith
- Gemma Arterton – Peaches
- Ariyon Bakare – Darktan
- Joe Sugg – Sardines
- Julie Atherton – Nourishing
- Hugh Bonneville – The Mayor
- Rob Brydon – The Pied Piper
- Peter Serafinowicz – Death
- David Tennant – Dangerous Beans
- Florian Westermann – Ratcatcher Ron
- Toby Genkel – Ratcatcher Billy
- Keiron Self – Announcer
- Kishan Barr – Village Boy

### Svenska röster
- Anton Körberg – Maurice
- Happy Jankell – Malicia
- Dan Ekborg – Boss Man / Råttkungen
- Edvin Ryding – Kent
- Lina Hedlund – Persikor
- Göran Berlander – Dagkräm
- Kim Sulocki – Sardiner
- Mimmi Sandén – Näringsrik
- Melker Duberg – Råttfångaren
- Roger Storm – Döden
- Steve Kratz – Vådliga Bönor
- Anton Olofson Raeder – Råttjägare Ron
- Tomas Åkvik – Råttjägare Billy
- Jennie Jahns – Delikat
- Ole Ornered – Utropare
- Alexander Sherwood – Pojke i byn

- Dubbningsregissör – Alicia Åberg
- Översättare – Vicki Benckert
- Inspelningstekniker – Alicia Åberg
- Svensk version producerad av Iyuno[11]